# Gusinaja
La Gusinaja è un fiume della Russia siberiana nordorientale (Repubblica Autonoma della Jacuzia), tributario del mare della Siberia orientale.
Nasce e scorre nella sezione nordorientale del bassopiano della Jana e dell'Indigirka, in un territorio piatto e disseminato di laghi (circa 3.000 nell'intero bacino, per una superficie complessiva di 418 km²); sfocia nella baia omonima, sezione del mare della Siberia orientale. I suoi maggiori tributari sono i fiumi Mutnaja (110 km) e Čajchana (115 km).
La Gusinaja è gelata, in media, dai primi di ottobre alla metà di giugno.